# Rainer Fabich
Rainer Fabich (* 14. November 1958 in Steingaden) ist ein deutscher Komponist, Filmkomponist, Musiker und Dozent.

## Leben
Fabich studierte an der Hochschule für Musik und Theater München Instrumentalmusik (Hauptfach: Klarinette, künstlerisches Diplom) und an der Ludwig-Maximilians-Universität München die Fächer Musikwissenschaft und Kommunikationswissenschaft (Magister, Promotion) mit dem Schwerpunkt Filmmusik. Sein Buch Musik für den Stummfilm – Analysierende Beschreibung originaler Filmkompositionen gilt mittlerweile als Standardwerk über europäische Filmmusik der Stummfilmzeit in den Jahren 1895–1928.
Von 1998 bis 2008 war er Dozent für Filmmusik an der Hochschule für Fernsehen und Film München (Abt. Dokumentarfilm). Als Gast referierte u. a. bei internationalen Symposien (Wien, Salzburg, Köln und Paris), den Universitäten Berlin, Rostock und Trento/Italien, der Hochschule für Musik, München und den internationalen Film-Festivals in München, Berlin und Cannes/Frankreich. Fabich ist und war Vorstandsmitglied des DKV (Deutscher Komponist:innenverband, seit 2007), von FFACE (Federation of Audiovisual Composers of Europe, von 2007–2015) bzw. von ECSA (European Composers Alliance) des CC (Composers Club, von 2000–2010) und der  Deutschen Akademie für Fernsehen (2010–2014). Zudem ist er Mitglied der Deutschen Filmakademie, der Wertungskommission des GEMA-Aufsichtsrates, im Beirat der Künstlersozialkasse (seit 2021), des Fachausschusses Wirtschaft vom Deutschen Musikrat (2015–18), sowie Gründungsmitglied von FFACE, der Deutschen Filmkomponistenunion (DEFKOM), der Deutschen Akademie für Fernsehen und der Ersten Bayerischen Filmfoniker.

## Werke
Fabich schreibt Instrumentalwerke (Orchester- und Kammermusik), Lieder, Songs und Filmmusik. Sein  Werkverzeichnis umfasst über 600 Kompositionen. Neben 18 CD-Veröffentlichungen,  Radio- und TV-Auftragskompositionen komponierte er die Musik zu mehr als 60 Spiel-, Fernseh-, Dokumentar- und Experimentalfilmen. Er schuf die Musik zu multimedialen Klanginstallationen und für internationale Events (z. B. Nordischen Skiweltmeisterschaften in Oberstdorf, Eröffnung „El Castillo del Mar“/La Gomera, Spanien). Bekannt ist er zudem als Musiker (Klarinette und Saxophon), Musikpädagoge und durch seine Arbeiten zur Theorie und Geschichte der Filmmusik.

### Orchester
- Rasende Furien - Raging furies für Großes Orchester (2021)
- Les Amazones - Myth & Projection (2021)
- Quattro Donne  (La Donna risoluta, La Nostalgica, La Melancholica, La Furba) für Sopransaxophon, Cello und Streicher (2020)
- This is my life – Film Music song, aus dem Film: Der Glanz der Schattenwirtschaft / United Street Sellers Republic, UA: Münchner Rundfunkorchester des Bayerischen Rundfunks, Ltg.: Ulf Schirmer, Nacht der Filmmusik 2016, München; ISBN 978-3-7418-2446-3
- Sea of sadness – Concert piece, In memoriam to the boat people, Sopransaxophon und Streicher, 2016, ISBN 978-3-7375-9037-2
- Mentawai – Film music suite, UA: Münchner Rundfunkorchester des Bayerischen Rundfunks, Ltg.: Frank Zacher, Nacht der Filmmusik 2011, München, ISBN 978-3-7418-2282-7
- Yak –  Film music suite, UA: Münchner Rundfunkorchester des Bayerischen Rundfunks, Ltg.: Heiko Mathias Förster, Nacht der Filmmusik 2009, München, ISBN 978-3-7375-7047-3
- Ulysses – Prelude to an Odyssey (2007), EAN 9990051847239
- Pegasus – Ride on wings (2006), EAN 9990051847222
- Castillo del Mar, Fassung für Sopransax, Klavier und Orchester, UA: Münchner Symphoniker, Ltg: Heiko Maria Förster, Nacht der Filmmusik 2006, München, ISBN 978-3-7375-7930-8
- Tanz der Borsovi, UA: Münchner Symphoniker, Nacht der Filmmusik 2004, München

### Saxophon
- Mr. Marley´s Tape Delay (Saxophonquartett, 2016), ISBN 978-3-7418-2335-0
- Rastaman (Saxophonquartett, 2016), ISBN 978-3-7375-7036-7
- Jamaican Love Call (Saxophonquartett, 2016), ISBN 978-3-7375-7045-9
- Montego Bay (Saxophonquartett, 2016), ISBN 978-3-7375-7046-6
- Quattro Donne (für Sopransaxophon und Cello, 2014), ISBN 978-3-7502-5011-6

### Klavier
- Piano Pur (2018), ISBN 978-3-7467-1204-8
- 4teens Reggaes (2007)
- Szenen für Klavier (2005), ISBN 978-3-7467-1204-8
- Vier Nocturnes (2005), ISBN 978-3-7467-1204-8
- Impresiónes Latinas (2005), ISBN 978-3-7467-1204-8
- Memoiren einer frustrierten Hedonistin (1995), ISBN 978-3-7375-7829-5

### Alben/CDs/LPs
- EMOTIONS (2022)
- ACTION, THRILL & SUSPENSE (2021)
- SAX CLUB MIX (2019)
- z-Minga III – Bavarian Worldmusic (2017)
- Der Glanz der Schattenwirtschaft / United Street Sellers Republic (Soundtrack, 2015)
- Sop Sax Tunes (2014)
- D-Hymns II – german multi traxx (2012)
- Yak! Mali-Shomal, Film Music Suites by Rainer Fabich (2010)
- z-Minga II (2009)
- D-Hymns (Interkulturelle Versionen des Deutschlandliedes, 2006)
- Piano Pur (Solistin: Michaela Pühn, 2005)
- Filmmusik Rainer Fabich (2003)
- Castillo del mar (2002)
- z-minga.de (2002)
- Fajora’s Voyage (1999)
- Mentawai (1999)
- Back on earth (1995)
- Seize the moment(1993)
- Sky Connection (1987)

### Film- & Fernsehmusik (Auswahl)
- ADAM RUINS EVERYTHING (tru TV, Serie, USA -2021), Einzeltitel: BACK ON EARTH vom gleichnamigen Album
- Aktenzeichen XY, R: Matthias Kopp, ZDF 2018
- Bilderbuch Deutschland: Völklingen und der Warndt, R: Claas Danielsen, ARD/SR 1999/2000
- Bilderbuch Deutschland: Winter im Tölzer Land, R: Sigrid Esslinger, ARD/BR 2002, 2004, 2008
- Butrint, in der Reihe: Schätze der Welt, R: Monika Kovacsics, 3SAT/SWR 2003, 2007
- Castillo del mar – Chronik vergessener Orte, R: Reinhold Rühl, DVD 2005
- Cirkus Krone, R: Ulrich Frantz, BR 1996
- Der Glanz der Schattenwirtschaft, R: Jan Kerckhoff, BR/ARTE, 2015/2018, Deutscher Wirtschaftsfilmpreis 2015, Prix Victoria in Gold / Internationale Wirtschaftsfilmtage Wien, 2016
- Die Särge des Imeni und der Geheset, Michael Leutner, Dt. Archäologisches Inst. Kairo, DVD 2007
- Ein ganz normaler Tag, R: Till Noever, Premiere World 2000, 2001
- Faadumo, R: Yvonne Rüchel-Aebersold, HFF 2004
- Gott und die Welt: Lieb und Mächtig, R: Hubert Schöne, ARD 1994, 2000
- Hör auf zu heulen, Hermann, R: Margrét Rùn, Icelandic Broadcasting 1990, WDR 1991, 1 Plus 1992
- Inshallah, R: Michael Holzinger, ARD/SDR 1991, 2000, 2002
- Klänge zwischen Auge und Ohr, zusammen mit Enjott Schneider, R: Michael Verhoeven, Sat 1, 1986
- Kinder aus Stein, mit Enjott Schneider, R: Volker-Maria Arend, WDR 1989, 1990, 1 Plus 1993
- Kindheit im Gulag, Reihe: Lebenslinien, R: Ralph-Jürgen Schönheinz und Galina Kirsunova, BR 2002, 2002, 2007
- Licht und Raum – Der Architekt Boris Podrecca, 3 SAT, 2021, Einzeltitel: SALUDOS AMIGOS aus „z-Minga.de“
- Laura of Albania, R: Margrét Rùn, Erasmus/Rùn-Film 1994
- Machame. A German Doctor in Africa, mit Enjott Schneider, R: Christian Doermer, RTL 1991
- Marienhof. Fernsehserie, musikalische Einzeltitel in ca. 30 Folgen, ab ARD 1992
- Memoiren einer frustrierten Hedonistin, R: Claas Danielsen, WDR/BR 1998
- Mentawai (Stummfilm), R: Wilhelm Dachwitz, 1928/96, RTL, SAT 1, 1997
- Mission is Possible, R: Christian Doermer, SAT 1, 1996
- Mönch oder Massage, R: Christian Doermer, SAT 1, 1998
- Die Nacht des Marders, R: Marietheres Wagner, 1988, WDR 1989/91, BR, 1 Plus 1992, WDR 1995, VOX’97, 98, 99, 2001, 2002, Bayerischer und Deutscher Filmpreis 1989
- Ohrid, in der Reihe: Schätze der Welt, R: Monika Kovacsics, 3SAT/SWR 2003, 2007
- Pfingsten aus Mentawai, R: Christian Doermer, SAT 1, 1998
- Polarstern, mit Enjott Schneider, R: Angela Lütgenmeyer, BR 1984, WDR 1985
- Le repos du guerrier / Das Ruhekissen (Rekonstruktion), R: Roger Vadim, ARD III, BR, SR, 1988/89
- Roter Vogel, mit Enjott Schneider, R: Dagmar Damek, ARD 1988, 1 Plus 1989, BR 1994
- Shomal – Riviera der Mullahs, R.: Stefan Tolz/Filmquadrat, Themenabend: IRAN, ARTE/SWR 2003, Phoenix 2004, SWR 2005
- Die Spinner im Gartetal, mit E. Schneider, R: Martin Choroba/Stefan Weller, SWF, NDR 1986
- Süddeutsche Freiheit. Kunst der Revolution, R: Hans Lang, Städtische Galerie im Lenbachhaus, München, 1994
- Südsee oder Synthesizer, R: Christian Doermer, SAT 1, 1996
- Tzimi, zusammen mit Jannis Kaimakis, R: Robert Hültner, BR 1985, Griechisches Fernsehen
- Über die höchsten Pässe der Welt – Mit einer Yak-Karawane durchs Dolpo (Nepal/Himalaya). R: Jan Kerckhoff, BR/ARTE, 2009
- Unser Leben Unser Glück, R: Christian Doermer, SAT 1, 2000
- What shall we do with our Old, zusammen mit Enjott Schneider, R: David W. Griffith, ca. 1910 (Stummfilm), Liveaufführung anlässlich des Münchner Filmfestes, 1988
- Yak! – In den Bergen des Himalaya (Tibet/Nepal), R: Jan Kerckhoff, BR/ARTE, 2009, 2016

### Radio- und Hörspielmusik
- Faust, Ausgewählte Szenen aus Goethes Drama in der Reihe: Weltkultur aus der Provinz – Die Epoche der Weimarer Klassik. 3. Folge: Weltbewohner in Weimar, 30 min. Sprecher: Gert Heidenreich, Peter Fricke, Michael König, Peter Liek, Werner Rehm, Helmut Stange. Autor: Dieter Borchmeyer, Musik: Rainer Fabich, Regie: Erwin Reutzel, BR 2002, 2004
- Schuld und Sühne, Hörbild nach Fjodor Michailowitsch Dostojewskij, in der Reihe Werk und Zeit, 30 min, Autor: Peter Michael Schenkel, Musik: Rainer Fabich, Regie: Erwin Reutzel, Sprecher: Markus Boysen, Thomas Holtzmann, Enzi Fuchs, Michael Habek, Jörg Hube, Esther Hausmann, Gerd Anthoff, Volker Spar, BR 1991/1992, 1998
- Jan, mein Freund, Hörbild nach Peter Pohl in der Reihe Leseprobe, 30 min, Sprecher: Niki von Tempelhoff, Günther Sauer, Autor: Peter Michael Schenkel, Musik: Rainer Fabich, Regie: Erwin Reutzel, BR 1990, 1992, 1997
- Die nachdenklichen Hühner von Luigi Malerba, Regie: Horst Raspe, Redaktion: Reinhold Wittmann, Sprecher: Horst Raspe, Musik: Rainer Fabich, Miniaturen für Baritonsaxophon, BR 1987, 1995/7

### Schriften
- Die Ära der Stummfilmmusik in: Sound des Jahrhunderts, Ein multimediales Gemeinschaftsprojekt (Buch, CD, DVD, Radiosendungen) von 80 Autoren aus 12 Ländern: Hrsg. Gerhard Paul und Ralph Schock, Bonn 2013
- Kino hören und verstehen von Filmmusik und ihr Hintergrund in: Special Filmmusik, mip journal, Rum/Innsbruck 19/2007, S. 58 ff.
- „Metropolis“. Anmerkungen zu Gottfried Huppertzs Stummfilmkomposition (1927). In: Filmmusik – Musik der Zukunft, in: Musikforum (37. Jhg.), Heft 94, Mainz 2001, S. 37 ff.
- Metropolis in/aus Trümmern. Die Premierenfassung, den erhaltenen Varianten und Fragmenten, Drehbuch, Partitur, Zensurkarten, Kritiken, Fotos in kritischer Abwägung nacherzählt von Enno Patalas (Film) und Rainer Fabich (Musik). In Enno Patalas: Metropolis in/aus Trümmern, Bertz-Verlag, Berlin 2001, ISBN 3-929470-19-5
- Musik für den Stummfilm – Analysierende Beschreibung originaler Filmkompositionen, in der Reihe: Europäische Hochschulschriften, Reihe 36: Musikwissenschaft, Bd. 94, Verlag Peter Lang, Frankfurt, Berlin, Bern, New York, Paris, Wien 1993, ISBN 3-631-45391-4
- Cinema von Erik Satie – Aspekte zu einer Filmmusikpartitur. Zusammen mit Norbert Jürgen Schneider, in: MELOS. Vierteljahresschrift für zeitgenössische Musik, Mainz, 3/1986; Inhalt: Zusammenarbeit Saties mit René Clair, Francs Picabia, Dadaismus, musique d’ameublement, Paris der 1920er Jahre
- Film Musik: Iwan der Schreckliche von Sergej Eisenstein/Sergej Prokofjew, Magisterarbeit (Institut für Musikwissenschaft, Prof. Dr. Rudolf Bockholdt), Ludwig-Maximilians-Universität München 1985. Inhalt: Entstehungsgeschichte, Zusammenarbeit von Prokofjew/Eisenstein, Analyse der Musik und ausgewählte Filmsequenzen, zahlreiche Notenbeispiele